# Ivan Ribar
Ivan Ribar (Vukmanić kraj Karlovca, 21. siječnja 1881. - Zagreb, 2. veljače 1968.), bivši hrvatski i jugoslavenski političar. Predsjednik Predsjedništva Narodne skupštine Jugoslavije 1945. – 1953.

## Životopis
Ivan Ribar rođen je u selu Vukmaniću kod Karlovca 1881. godine. Osnovnu školu polazi u rodnom selu a gimnaziju je polazio i završio u Karlovcu gdje je maturirao 1899. godine. Pravo je studirao u Zagrebu, Pragu i Beču te je doktorirao na Sveučilištu u Zagrebu 1904. godine.

### Djelovanje u Austro-Ugarskoj
Pripadao je hrvatskoj naprednoj mladeži i aktivno sudjelovao u svim akcijama protiv mađarona i frankovaca, a zalagao se za narodno jedinstvo, slobodu i neovisnost Hrvatske. Jedan je od osnivača Hrvatske napredne demokratske stranke. Kao član Hrvatsko-srpske koalicije izabran je prvi put za zastupnika u Hrvatskom saboru 1913. godine u Đakovu, gdje je 1906. godine počeo odvjetničku službu. Bio je član zajedničkog Hrvatsko-ugarskog sabora. Tijekom Prvog svjetskog rata, premda izabrani zastupnik, bio je talac, a potom je poslan na bojište protiv carske Rusije. Tada je potpisao poznati poziv Sokolima na borbu za oslobođenje i ujedinjenje.

### Razdoblje jugoslavenske monarhije
Bio je pristaša ujedinjenja i stvaranja Jugoslavije te nakon ujedinjenja jedan je od osnivača Demokratske stranke. Ivan Ribar 1918. postaje članom Glavnog odbora Narodnog vijeća u Zagrebu, a 1919. predsjednikom Privremenog narodnog predstavništva SHS. 1920. izabran je za zastupnika kao član Demokratske stranke, a iste godine postaje i predsjednik Ustavotvorne skupštine te na tom mjestu ostaje sve do 1922. Borio se za sporazum i suradnju s Hrvatskom seljačkom strankom (HSS). Predsjedao je skupštinskoj raspravi kada je Puniša Račić pucao u Stjepana Radića i ostale zastupnike HSS-a. Poslije zavođenja diktature kralja Aleksandra, tražio je da njegova stranka apstinira. U vrijeme diktature radio je s uvaženim intelektualcima na osnivanju Narodnog fronta slobode. Zatim je bio aktivan član Udružene opozicije, pa je zbog toga isključen iz Demokratske stranke. Za sve vrijeme diktature na sudovima je branio komuniste. Od 1937. povezuje svoju grupu (Demokratska ljevica) s Narodnim frontom koji je osnovan na inicijativu tadašnje ilegalne Komunističke partije Jugoslavije (KPJ).

### Drugi svjetski rat
Tijekom 1941. godine podržava već aktivni otpor protiv neprijatelja. Nakon početka oružanog ustanka u Srbiji, jedno vrijeme ilegalno je boravio u Beogradu, a potom je otišao u Zagreb odakle se prebacio na oslobođeno područje. Tijekom 1942. godine radio je na pripremama za sazivanje AVNOJ-a. Na prvom zasjedanju AVNOJ-a u Bihaću 26. i 27. studenoga 1942. izabran je za predsjednika AVNOJ-a i to ostaje sve do 1945. Član je KPJ od 1943. godine.
U ratu je izgubio oba svoja sina, Juricu Ribara i Ivu Lolu Ribara i suprugu Tonicu Ribar.

### U socijalističkoj Jugoslaviji
Nakon rata, biran je kao zastupnik u Narodnoj skupštini FNRJ i u Saboru NR Hrvatske. Od kraja 1945. do 1953. bio je predsjednik Predsjedništva Narodne skupštine FNRJ. Jedno vrijeme bio je i član Saveznog odbora Socijalističkog saveza radnog naroda Jugoslavije. Iz političkog se života konačno povukao 1960. godine. Živio je u Zagrebu, gdje je 1968. godine i umro u 87. godini života, kao pričuvni general-major JNA.

## Odlikovanja
Ivan Ribar primio je brojna odlikovanja. Odlikovan je Ordenom jugoslavenske zastave, Ordenom junaka socijalističkoga rada, Ordenom narodnog oslobođenja, Ordenom bratstva i jedinstva, Ordenom zasluge za narod, te Ordenom partizanske zvijezde I. reda.

## Donacija Gradu Zagrebu
Ribarova druga supruga Cata Dujšin-Ribar darovala je 1976. godine zbirku slika, umjetničkih predmeta, knjiga te arhivsku građu, cjelokupni inventar svog stana u Demetrovoj 3, Gradu Zagrebu uz uvjet da se u stanu uredi memorijalna zbirka gdje će posjetitelji moći steći uvid u život i rad troje značajnih ljudi hrvatske kulture, umjetnosti i politike, Dubravka Dujšina (slavni glumac, redatelj i kazališni pedagog), dr. Ivana Ribara i Cate Dujšin-Ribar (slikarica i pjesnikinja) te razgledati vrijednu zbirku umjetnina.

## Djela
- Spomenica Milorada Draškovića, Beograd, 1921. (suautori Tomislav Tomljenović i Tugomir Alaupović)
- Hrvatsko-srpski odnosi u prošlosti, Beograd, 1939.
- Ustavnost in zakonitost stare in nove Jugoslavije, Ljubljana, 1945.
- Politički zapisi, I–IV., Beograd, 1948. – 1952.
- Uspomene iz NOB-a, Beograd, 1961.
- Iz moje političke suradnje, Zagreb, 1965.
- Stara Jugoslavija i komunizam: zakoni, sudovi, zatvori, logori u Staroj Jugoslaviji protiv komunista, Zagreb, 1967.

### Posmrtno
- Ratna pisma, Zagreb, 1978. (priredio Jozo Petričević)

## Vanjske poveznice
- Muzej Grada Zagreba: Zbirke: Donacija gradu Zagrebu: Memorijalna zbirka dr. Ivana Ribara i Cate Dujšin-Ribar  Arhivirana inačica izvorne stranice od 24. travnja 2013. (Wayback Machine)